# Отряд Дино
Отряд Дино (англ. Dino Squard) — детский мультипликационный сериал, созданный DIC Entertainment (сейчас Cookie Jar Entertainment) и первоначально транслировавшийся в разделе KEWLopolis на канале CBS с 3 ноября 2007 по 12 сентября 2009. Этот мультсериал стал последним проектом DIC перед тем, как компания была приобретена Cookie Jar. Сезон 2 попал в сеть раньше (4 августа 2008), чем он начал транслироваться на канале CBS (13 сентября 2008). В настоящее время в России сериал транслируется на телеканале KidsCo.
Сериал повествует о пяти подростках (Макс, Роджер, Карузо, Фиона, Базз), способных превращаться в динозавров. Они борются со злодеем Виктором Велоцци, стремящимся вернуть мир в эру динозавров, превратив людей в мутантов и вызвав глобальное потепление. Действие разворачивается в Kittery Point, Maine. Штаб-квартира отряда Дино расположена в маяке.

## Сюжет
Пятеро подростков, Роджер, Макс, Карузо, Фиона и Базз, измазались в тине, когда были на школьной экскурсии, после чего обнаружили в себе способность превращаться в динозавров. Выяснилось, что их преподавательница по естественнонаучным предметам, мисс Мойнихен, тоже может трансформироваться в динозавра. Под её руководством ребята учатся использовать свои новые способности, чтобы вместе защищать Землю от злодея по имени Виктор Велоци, главы корпорации Raptor Dyne, также способного к аналогичной трансформации. Главной целью его жизни является превращение всех людей на Земле в динозавров и повышение температуры на Земле до уровня Мезозойской эры, когда на Земле правили динозавры.

## Список персонажей
Основные персонажи
- Мисс Джоанн Мойнихен (Ms. Joanne Moynihan) — преподавательница естественных наук, трансформируется в человекоподобного велоцираптора. Она может общаться с членами отряда Дино телепатически.
- Макс (Max, полное имя Rolf Maxwell) — 18-летний старшеклассник из класса мисс Мойнихен. Он — главный в отряде Дино и капитан футбольной команды. Трансформируется в тираннозавра. В американской версии Макса озвучивает Ian Eli Lee.
- Карузо (Caruso, полное имя Irwin Caruso) — ещё один 18-летний старшеклассник из класса мисс Мойнихен. У него завышенное самомнение, в том числе насчёт своей неотразимости, и он одержим стремлением прославиться. Иногда его заносчивость и эгоизм создают проблемы для отряда Дино. Всё же ему удается реабилитироваться в эпизоде 23. В том же эпизоде выясняется, что он создал собственную линию увлажняющего крема. Практикует йогу. Трансформируется в стегозавра. В американской версии Карузо озвучивает Benjamin Beck.
- Фиона (Fiona, полное имя Fiona Flagstaff) — старшеклассница из класса мисс Мойнихен, единственная девушка в отряде Дино (не считая самой учительницы). Любит скорость, например, катание на роликах или автомобильные гонки, помешана на технических новинках, потому в отряде Дино заведует технической частью. Боится насекомых (жуков, тараканов), а укусы пауков вызывают у неё аллергию. Трансформируется в спинозавра. В американской версии Фиону озвучивает Dana Donlan.
- Роджер (Rodger, полное имя Rodger Blair) — старшеклассник из класса мисс Мойнихен, очень умный, шутник. Хорошо разбирается в технике, изобретает технические устройства, которые, правда, не всегда работают. Немного заносчив, как Карузо, но всегда помогает отряду Дино, когда в этом есть необходимость. У него есть младший брат Майки (Mikey). Трансформируется в трицератопса (в отличие от реального трицератопса, у Роджера шипы на гребне как у стиракозавра). В американской версии Роджера озвучивает Kelcey Watson.
- Базз (Buzz, полное имя Neil Buzmati) — старшеклассник из класса мисс Мойнихен, ему 17 лет, поэтому он — самый младший участник отряда Дино. Носит панковский прикид. Пугливый, но испытывает симпатию к традиционно неприятным тварям, таким как крысы, змеи, тараканы, пауки. Влюблен в Фиону, а потом в её сестру Терри, которая тоже испытывает к нему симпатию. Трансформируется в птеранодона. В американской версии Роджера озвучивает Kelcey Watson.
- Рамп (Rump) — озорная собака в составе отряда Дино, трансформируется в свинолошадь. Больше других от проделок Рампа страдает Карузо: то куртку заберёт («The Beginning»), то кекс съест («Runaway Ugly»).

Второстепенные персонажи
- Терри (Terri) — младшая сестра Фионы, умная, но иногда надоедливая. Поначалу завидует Фионе. Появляется в трех эпизодах (A Mole Lotta Trouble, Wannabe, Never Judge a Dinosaur by its Cover). Несмотря на то, что по интеллектуальному развитию она не уступает Роджеру, порой высказывает поразительные глупости. В американской версии Терри озвучивает Sarah Heinke.

Члены корпорации Raptor Dyne
- Виктор Велоци (Victor Veloci) — бизнес-магнат, владелец корпорации Raptor Dyne. Хочет повернуть историю вспять, вернуться на 65 миллионов лет назад. Трансформируется в велоцираптора.
- Люди Велоци — время от времени в сериях встречаются различные подчинённые, выполняющие задания Велоци. Например, в эпизоде 23 Карузо нарядился одним из них, чтобы издать поддельное распоряжение якобы от Велоци.

## Список эпизодов
Сезон 1
| # | Название                  |
| --- | ------------------------- |
| 1 | The Beginning             |
| Пять подростков на экскурсии, пытаясь спасти бродячую собаку, испачкались в тине, после чего обнаружили в себе способность трансформироваться в динозавров. |                           |
| 2 | Growth Potential          |
| Велоци вывел ползучее растение начала мезозойской эры и высадил его Kittery Point. Теперь Роджер должен остановить мутации, которые несёт растение, пока оно не опутало весь город. |                           |
| 3 | Tangled Web               |
| |                           |
| 4 | T-Rex Formation           |
| |                           |
| 5 | Who Let the Dog Out?      |
| Карузо по недосмотру дал Рампу сбежать из маяка, и тот бегал по городу, вызывая панику и разрушения. Это в конечном итоге привело к тому, что люди Велоци поймали Фиону, Роджера и Макса. |                           |
| 6 | Bully-4-U                 |
| Базз, которого постоянно обижают, расстраивается и пытается стать тем, кем он не является. |                           |
| 7 | The Lost Wide Web         |
| |                           |
| 8 | Headline Nuisance         |
| Базз, узнав, что некий известный Папарацци очень выгодно продает поддельные фотографии знаменитостей, фотографирует себя во время превращения в динозавра, вносит незначительные изменения, что делает фотографию якобы подделкой, и продает её Папарацци. Но в кадр, оказывается, попал маяк. Фотографию надо срочно вернуть, пока её не приобрёл Велоци. |                           |
| 9 | Who’ll Stop the Rain?     |
| Велоци придумал способ распыления трансформирующей тины в облаках, чтобы она пролилась с дождём и вернула Землю со всеми её жителями в доисторические времена. |                           |
| 10 | Zoom in on Zoom           |
| |                           |
| 11 | A Mole Lotta Trouble      |
| |                           |
| 12 | The Not so Great Outdoors |
| |                           |
| 13 | Pet Peeve                 |
| Карузо, желая прославиться, приобретает животных и ставит шоу. Но он не знает, что люди Велоци заразили животных с помощью трансформирующей тины. |                           |

Сезон 2
| # | Название                            |
| --- | ----------------------------------- |
| 14 | The World According to Liam         |
| |                                     |
| 15 | Runa Way Ugly                       |
| |                                     |
| 16 | Attack of the Brain-A-Saurus        |
| |                                     |
| 17 | Wannabe                             |
| |                                     |
| 18 | Fire and Ice                        |
| |                                     |
| 19 | Never Judge a Dinosaur by its Cover |
| |                                     |
| 20 | Easy Riders and Raging Dinos        |
| |                                     |
| 21 | Once Percent inspiration            |
| |                                     |
| 22 | Howa Loa Can you Goa?               |
| |                                     |
| 23 | Scents and Scents Ability           |
| |                                     |
| 24 | I Think I Can’t, I Think I Can’t    |
| |                                     |
| 25 | Perseverance                        |
| |                                     |
| 26 | The Trojan Dinosaur                 |
| Поступает сообщение о шести мутантах-собаках. Дино отряд вместе с Мисс Мойнихен отправляется обезвредить мутантов. Но Велацци устроил засаду. Мисс Мойнехен превращается. |                                     |